# 南路话
南路話，或南路方言、南路口音，即成都城外南向使用的保留入声的岷江方言口音。其定义较为模糊，所指代范围因人而异，可以指：
- 成都南郊雙流等地以雙流縣城為中心的口音：
  - 黃尚軍《成都話音系》指出，成都市区方言被保留入声方言包围，成都以南双流话为“南路话”、以西温江话为“西路话”、以北新都等地岷江小片為「北路话」，以东客家方言为“东路话”[1]。
  - 據《雙流縣誌》，以雙流城關、彭鎮等屬原雙流縣的地區，則「為四川方言西南的南路方言區」[2]。

- 泛指四川境内的入声方言区（大多分布在四川西南部、成都以南），即岷江话：
  - 赖先刚在《乐山方言》中指出，乐山话是俗称“南路口音”的四川方言入声区的代表[3]。
  - 周及徐在《南路话和湖广话的语音特点：兼论四川两大方言的历史关系》中指出“南路话”指岷江以西及以南，特别是成都西南一带的方言。这种语音特征的方言沿岷江一直分布至乐山、宜宾、泸州及重庆。[4]